# علی‌اکبر دلبری
علی‌اکبر دلبری (زادهٔ ۱۳۰۶ ه‍. ش) متولد آباده، موسیقی‌دان، آهنگساز و رهبر ارکستر اهل ایران است. «مارش شهریار» که به «مارش پیروزی» در زمان جنگ ایران و عراق شهرت یافت، از جمله آثار او است.

## زندگی‌نامه
علی‌اکبر دلبری در سال ۱۳۰۶ ه‍.ش در آباده متولد شد. در سال ۱۳۱۶، زمانی که ده‌ساله بود، وارد مدرسهٔ موسیقی ارتش شد. او درس‌های تخصصی موسیقی از جمله تئوری موسیقی و ساز ترومپت را در این مدرسه آموخت. وی از سن ۱۶ سالگی آهنگسازی موسیقی پاپ را تجربه کرد و نخستین قطعهٔ موسیقی پاپ خود را با نام «عشق نو»، برای حمید قنبری آهنگسازی کرد. علی‌اکبر دلبری از اوایل دههٔ ۱۳۳۰، رهبری ارکستر و آهنگسازی موسیقی نظامی را آغاز کرد. او ابتدا به سمت معاونت موسیقی ارتش و پس از آن به فرماندهی موسیقی ژاندارمری منصوب شد. در سال‌های ۱۳۳۲ و ۱۳۳۳، در جریان پیمان سنتو میان کشورهایی همچون ایران، پاکستان، ترکیه و انگلستان، ایران به منظور روابط نظامی با کشورهای هم‌پیمان، به قطعات مارش نیازمند بود. در این زمان علی‌اکبر دلبری ۱۱ مارش ساخت که همهٔ آن‌ها مورد تأیید قرار گرفت و به همین دلیل نشان افتخار به او اهدا شد. «مارش شهریار» که به «مارش پیروزی» در زمان جنگ ایران و عراق شهرت یافت، یکی از این قطعات بود که در طول ۸ سال جنگ، بدون اشاره به نام آهنگساز از صدا و سیمای ایران پخش می‌شد. این این قطعه، مارش رسمی ژاندارمری بود.
علی‌اکبر دلبری در مراسم رژهٔ جشن‌های ۲۵۰۰ ساله شاهنشاهی ایران، رهبری ارکستر ژاندارمری را بر عهده داشت. وی هم‌زمان در مدارس تهران نیز به تدریس موسیقی مشغول بود و آموزش موسیقی در اردوهای دانش‌آموزی رامسر را نیز بر عهده داشت. او از میان دانش‌آموزان حاضر در اردوگاه رامسر، یک گروه موسیقی تشکیل داد و در سال ۱۳۵۱ با این ارکستر در المپیک مونیخ و پس از آن در کشورهای ایتالیا، فرانسه، آلمان، یوگسلاوی، ترکیه و بلغارستان، به اجرای برنامه پرداخت. علی‌اکبر دلبری پس از مدتی برای ادامهٔ تحصیلات موسیقی به انگلستان سفر کرد و پس از پایان تحصیل در کالج ندرهال لندن، به ایران بازگشت و به فعالیت‌های هنری خود ادامه داد. او به مدت ۶ سال در «انستیتو مربیان هنری» به تدریس پرداخت و در دانشسراهای ایران نیز به عنوان مدرس موسیقی فعالیت داشت.
بیشترین آثار موسیقی پاپ علی‌اکبر دلبری با صدای محمد نوری اجرا و ضبط شده‌اند و اثری نیز برای صدای ناهید سرفراز نوشته است. او همچنین با تئاتر دهقان به عنوان نوازنده همکاری داشت و در رادیو به اجرای برنامه می‌پرداخت. علی‌اکبر دلبری در سال‌های پس از انقلاب ۱۳۵۷ به انگلستان مهاجرت کرد. وی جدای از تدریس، کتاب‌هایی در زمینهٔ تئوری موسیقی، فراگیری ساز پیانو و سازهای بادی ترجمه، تألیف و منتشر کرده و در حیطهٔ شعر نیز فعالیت داشته است. کتاب شعرهای علی‌اکبر دلبری و همچنین کتاب زندگی‌نامه‌اش در دست چاپ قرار دارد.

## آثار هنری
از جمله آثار موسیقی علی‌اکبر دلبری می‌توان به موارد زیر اشاره کرد:
- «عشق نو» با خوانندگی حمید قنبری[۴]
- «مرغک وحشی» (موسیقی تئاتر) با خوانندگی محمد نوری[۴]
- «چراغ چشم تو» با خوانندگی محمد نوری[۴]
- «از شهر دیگر» با شعر حسن شاه‌زیدی و خوانندگی محمد نوری[۸]
- «پیک سعادت» با شعر حسن شاه‌زیدی و خوانندگی محمد نوری[۹]
- «امید فردا» با شعر علی‌اکبر خطیبی و خوانندگی محمد نوری[۱۰]
- «مارش شهریار» (مارش پیروزی، مارش حمله، مارش ۲۱ حمزه)[۱۱][۶][۳]